# Gymnetis holosericea
Gymnetis holosericea är en skalbaggsart som beskrevs av Voet 1779. Gymnetis holosericea ingår i släktet Gymnetis och familjen Cetoniidae.

## Underarter
Arten delas in i följande underarter:
- G. h. chanchamayensis
- G. h. aureotorquata
- G. h. distincta
- G. h. flava
- G. h. magnifica